# Яковина, Николай Михайлович
Николай Михайлович Яковина (укр. Микола Михайлович Яковина; род. 24 марта 1957, Караганда) — советский и украинский политик, государственный и общественный деятель, художник, архитектор, член Национального союза художников Украины (с 2000 г.); президент Украинского национального комитета Международного совета по вопросам памятников и достопримечательных мест (ICOMOS), (с 2007 г.), председатель Украинского национального комитета Международного Голубого Щита (ICBS) (с 2014 г.).
Один из основателей Народного Руха Украины за перестройку (1989), первый некоммунист, избранный председателем областного совета в Советском Союзе (Ивано-Франковская область, 4 апреля 1990 г.). Возглавлял Министерство культуры Украины как исполняющий обязанности Министра (08.1994-09.1995).

## Биография
Родился 24 марта 1957 г. в городе Караганде (Казахстан) в семье украинцев, депортированных из Галичины 1947 г. Семья отца Яковины Михаила Михайловича (1931 г.р.) родом из села Мостище Калушского района Ивано-Франковской области. Три старшие сестры отца за противоборство советской власти были приговорены к заключению. Мать, Екатерина Матвеевна Яковина (девичья фамилия — Шевчук) родилась в 1936 г. в с. Голынь Калушского района Ивано-Франковской области. Её двое братьев и сестра, активные участники вооруженного подполья ОУН, были убиты в 1947 году.
На родину семья вернулась в 1966 году, с 1968 г. поселилась в поселке Брошнев-Осада Рожнятовского района Ивано-Франковской области.
Женат, жена — Базак Марта Ивановна, художник. Двое детей — дочери Иванна-Екатерина и Тереза-Татьяна, обе — художницы. Живет в Киеве.

## Образование
По образованию — художник. Учился в Ивано-Франковской детской художественной школе, позже — в республиканской художественной школе имени Тараса Шевченко в Киеве (1972—1975), где изучал живопись и графику; в Львовском государственном институте прикладного и декоративного искусства, факультет интерьера и оборудования (1975—1980).
Окончил Львовский государственный университет им. И.Франко, спецправовий факультет (1995) и аспирантуру Львовского государственного университета им. И.Франко, юридический факультет (1999).

## Политическая деятельность
В политике — с середины 1980-х гг. Автор многочисленных проблемных статей и эссе в местной периодике, активный защитник памятников исторического наследия, в частности один из трех авторов телеграммы в адрес съезда Компартии Украины по поводу разрушения караимской кенесы в Галиче (1986). Его публикации в местной прессе подвергались сначала остракизму, затем с началом горбачевских реформ становились темой обсуждений на собраниях первичных компартийных организаций. С осени 1988 г. сотрудничал через Романа Корогодского с инициативной группой Украинского «Мемориала», обеспечил участие в работе учредительного съезда «Мемориала» в Киеве представителей Народного Фронта Латвии Сандры Калниете и Инта Цалитиса. Активист Общества украинского языка им. Т.Шевченко, член правления областной организации ТУМ. Автор печатных материалов о создании НРУ в рижской газете «Атмода» (1989). Участник учредительной конференции Народного Руха Украины во Львове в Пороховой башне 8 мая 1989 г. и конференции НРУ в киевском Доме кино 1 июля 1989 г. Один из основателей Народного Руха Украины за перестройку, ответственный секретарь учредительного съезда НРУ по Ивано-Франковской области (1989), основатель и первый председатель Ивано-Франковской областной организации Народного Руха Украины (1989—1991), член Центрального провода Руха (1990—1992).
В 1990 г. стал первым беспартийным и самым молодым в СССР председателем областного Совета народных депутатов. В 1990 г. принял сепаратистские решения о национальной символике, о правах участников освободительных соревнований, об отмене общегосударственного для СССР русского языка в начальных классах общеобразовательных школ области, о приостановлении призыва из области юношей в Советскую Армию, о начале земельной реформы, об отмене закрытого статуса области. Как председатель облисполкома обеспечил в 1991 г. третий на Украине показатель области по темпам роста промышленного производства.
После увольнения с должности Министра культуры Украины Ивана Дзюбы с августа 1994 по сентябрь 1995 г исполнял обязанности Министра культуры Украины в составе двух правительств (В. Масола и Е. Марчука), обеспечил завершение разработки Основных положений Концепции государственной культурной политики (1995), Закона о музеях и музейном деле (1995), Положение о национальном заведении культуры (1995), способствовал созданию новых заповедников (Батурин, Глухов, Галич, Острог, Теребовля) и приданию статуса национальных 11 учреждениям культуры и творческим коллективам, объединению Одесской киностудии художественных фильмов, созданию Института культурной политики, Национального центра им. Александра Довженко. Основал научно-исследовательский институт памятникоохранных исследований.
Как кандидат от УРП «Собор» по многомандатному общегосударственному округу (Блок «НАША УКРАИНА», порядковый номер в списке 62) избирался народным депутатом Украины (25.05.2006 — 14.06.2007, 5 созыв).
18.07.2006 — 14.06.2007 — заместитель председателя Комитета Верховной Рады Украины по иностранным делам.
С июля 2008 г. по март 2010 г. работал заместителем Министра культуры и туризма Украины.